# Psalmer (album)
Psalmer från 1997 är ett musikalbum med Anders Widmark Trio. Widmark spelade igenom samtliga 694 psalmer i den svenska psalmboken och valde ut 16 som kom med på skivan.

## Låtlista
1. I denna ljuva sommartid (Nathan Söderblom) – 2:44
2. Allena Gud i himmelrik (Nicolaus Decius) – 3:02
3. Bereden väg för Herran (trad) – 3:15
4. Jag kan icke räkna dem alla (Albert Lindström) – 2:08
5. Den signade dag (Frans Carlman) – 3:11
6. Lov, ära och pris (John Jenkins Husband) – 3:30
7. Gammal är kyrkan, Herrens hus (Ludvig Mathias Lindeman) – 3:03
8. Gläns över sjö och strand (Alice Tegnér) – 4:03
9. O Jesus Krist, dig till oss vänd/Härlig är jorden (trad/Görlitz) – 2:57
10. Du som gick före oss (Sven-Erik Bäck) – 3:39
11. Jesus är min vän den bäste (Pers Karin Andersdotter) – 4:04
12. O huvud, blodigt, sårat (Hans Leo Hassler) – 2:58
13. Dotter Sion, fröjda dig (Georg Friedrich Händel) – 2:18
14. En vänlig grönskas rika dräkt (Waldemar Åhlén) – 3:45
15. Världens Frälsare kom här (trad) – 4:39
16. Bliv kvar hos mig (William Henry Monk) – 4:41

## Medverkande
- Anders Widmark – piano, arrangemang
- Jan Adefelt – bas
- Egil Johansen – trummor, slagverk

## Listplaceringar
| Lista (1997) | Topplacering |
| ------------ | ------------ |
| Sverige      | 53           |